# Preußische Marineakademie
Die Preußische Marineakademie war die zuerst in Danzig, damals in Westpreußen liegend, gegründete Aus- und Weiterbildungsakademie für Preußische Marineoffiziere. Die in Danzig liegende Navigationsschule wurde 1817 gegründet. Zwischen 1817 und 1831 entstanden weitere Ausbildungsschulen in Königsberg, Stettin und Stralsund.

## Ausbildung
Die Ausbildung von Offizieren für die Preußische Marine begann mit der Gründung der Navigationsschule in Danzig im Jahre 1817. Es gab noch andere ähnliche Schulen in der ersten Hälfte des neunzehnten Jahrhunderts in Memel, Königsberg, Stettin und Stralsund.
Am 20. Juni 1817 beauftragte König Wilhelm III. per Kabinettsorder seinen Minister der Finanzen Hans von Bülow mit der Schaffung einer Schule für die nautische Ausbildung von Offizieren für Seeschiffe. Diese erste preußische Schule dieser Art wurde in Danzig (heute Gdańsk in Polen) an der durch eine Pulverexplosion zerstörten ehemaligen St.-Jakobs-Kirche eingerichtet, deren Turm zur Sternwarte umgebaut wurde. Die Finanzierung erfolgte durch Kollekten, mit denen auch das Kirchengebäude zur Ratsbibliothek und zum Schulungsgebäude hergerichtet wurde.

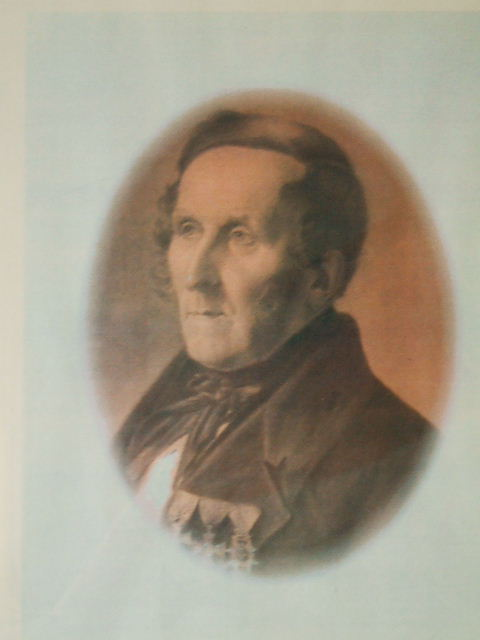
Kapitän Diedrich Johann Longé

Der Unterhalt der Schule wurde aus den Einnahmen des Danziger Hafens bestritten. Die Aufsicht oblag einem eigens dazu berufenen Senat aus Kaufleuten, Reedern und Schiffskapitänen (z. B. Diedrich Johann Longé).
Der erste Direktor der Schule war der Mathematiker Ludolph Hermann Tobiesen (1771–1839) aus Altona, der aber nur einige Jahre an der Spitze der Schule stand und 1821 Astronom der Russischen Marine in Kronstadt wurde. Bereits im ersten Jahr waren es 40 Aspiranten, die vor allem in Navigation unterwiesen wurden. Die praktische Ausbildung durch Kapitän Longé erfolgte durch gelegentliche Fahrten auf dem 1816 gebauten Kriegsschoner Stralsund.
Der baldige Abgang Tobiesens bereitete dem Finanzministerium nicht geringe Sorgen, da es damals schwierig war, geeignete Personen für die Stelle des Direktors zu finden. Man sah sich genötigt, Umschau im Ausland zu halten, wo die Entwicklung der Seefahrt weiter vorangeschritten war als im kontinental gebundenen Preußen. Schließlich wurde vom Gesandten in Kopenhagen, dem Grafen zu Dohna, der Kommandør (Kapitän zur See) der dänischen Marine Michael von Bille vorgeschlagen. Präsident Theodor von Schön befürwortete dessen Anstellung. Er meinte, ein Marineoffizier sei besonders vorteilhaft, da man ihm im Kriegsfalle auch „bewaffnete Observationsschiffe“ anvertrauen könne. Außer Schön dachten wohl nur wenige an diese Möglichkeit.

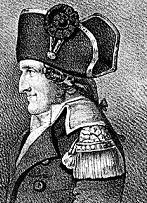
Konteradmiral Michael Bille

Michael Bille erhielt seine Anstellung als Direktor der Danziger Navigationsschule im Jahre 1821. Drei Jahre später verlegte er die Schule in ein Gebäude, das an der Mündung der Radaune lag, da sich die St. Jakobskirche doch als wenig geeignet erwiesen hatte.
Der Schule zugeteilt war damals der schon erwähnte Kriegsschoner Stralsund, ab 1825 auch noch das Haff-Kanonenboot Danzig. Die befehligte der aus schwedischen Diensten übernommene Marinemajor Diedrich Johann Longé. Er und seine Schiffe unterstanden dem Kriegsministerium und bildeten das, was man seinerzeit unter der Königlichen Marine im Lande verstand.
Da Longé sich mit Bille nicht besonders gut verstand und überhaupt nach mehr Selbständigkeit für sich und seine Schiffe strebte, erklärte er 1827, die Weichsel sei für die notwendige Konservierung und Pflege der beiden Fahrzeuge nicht salzhaltig genug, und erwirkte tatsächlich ihre Überführung nach Stralsund, wo 1827 ein „Marineetablissement“ errichtet worden war. Dort waren in der Folge beide Fahrzeuge zur Untätigkeit verurteilt. Der Schoner blieb nur noch bis 1829, die Danzig bis 1838 im Dienst.

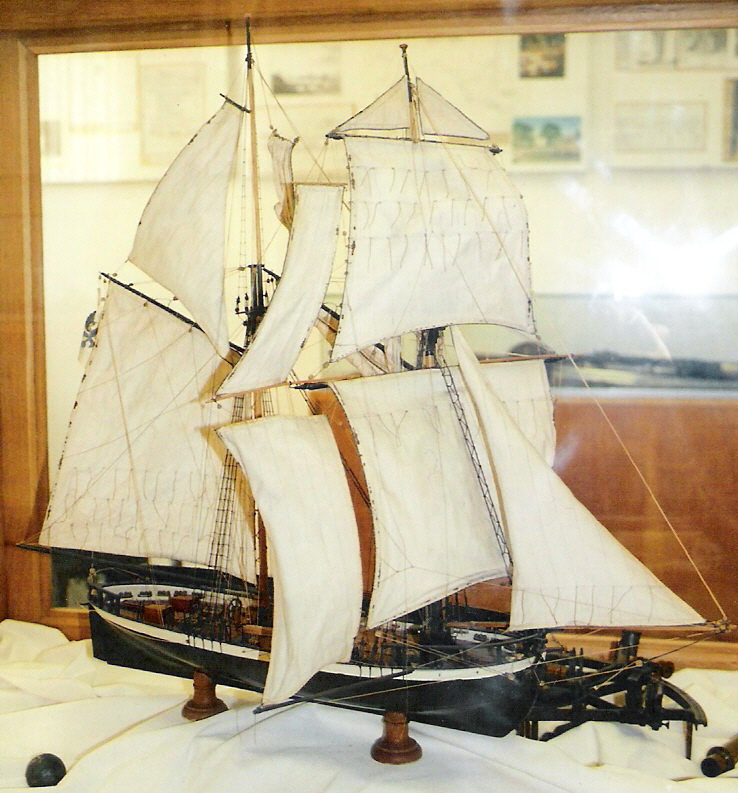
Kriegsschoner Stralsund (Modell)

Unter Billes Leitung erhöhte sich die Zahl der Navigationsschüler sehr bald, von 40 im Jahre 1827 auf 115 bis 120 im Jahre 1831, obwohl während dieses Zeitraumes auch in Memel, Königsberg, Stettin und Stralsund ähnliche Schulen entstanden waren.
Bille schied am 3. Mai 1838 aus seinem Amt, nachdem er noch im Vorjahr vom dänischen König zum Konteradmiral ernannt worden war.
„Einen besseren Leiter für diesen Zweig des Seewesens hätte man damals schwerlich finden können. Die dänische Herkunft war ihm kein Hindernis, seinen Amtspflichten mit Lust und Eifer obzuliegen […] Die Schüler hingen an diesem Mentor; und an allem, was die Schaffung eines Seeoffizierkorps ermöglichte, hat er den größten Anteil. Hat je ein Ausländer dem preußischen Staat Dienst geleistet, so war es dieser Däne; und bis auf Jan Schröder, den ersten Leiter eines preußischen Seeoffizierkorps, ist keiner seiner ausländischen Nachfolger ihm gleichgekommen.“
Auf Bille folgte 1838 der norwegische Marineleutnant Lous, der neben seiner Stellung als Direktor in Danzig zugleich zum „Preußischen Navigationsdirektor“ ernannt wurde, in welcher Eigenschaft er die Oberaufsicht über sämtliche in Preußen bestehenden Navigationsschulen hatte. Lous war aber bald so sehr um die Erweiterung seiner Dienstbefugnis bemüht und stellte im Verfolg dieser Bemühungen so unbillige Forderungen, dass er schon im Jahre 1842 – nach der Ablehnung seiner Wünsche – wieder ausschied.
Ihn ersetzte wiederum ein Däne, der Marinekapitän Baron Frederik Edwin Rudolph Dirckinck-Holmfeld (1802–1896), eines Offiziers, der 1848 während der im Ersten Schleswig-Holsteinischen Krieg auf dänischer Seite kämpfte und 1848 in deutsche Gefangenschaft geriet. In seine Zeit fällt der Bau der Korvette Amazone.